# Legia Warszawa (piłka nożna) w sezonie 2017/2018
Sezon 2017/2018 był 81. sezonem Legii Warszawa w Ekstraklasie i 101. rokiem w historii klubu.

## Skład
| Imię i nazwisko                | Numer | Kraj              | Pozycje     | Data urodzenia | Poprzedni klub            |
| Bramkarze                      |       |                   |             |                |                           |
| Arkadiusz Malarz (wicekapitan) | 1     | Polska            | BR          | 19.06.1980     | GKS Bełchatów             |
| Vjačeslavs Kudrjavcevs         | 12    | Łotwa             | BR          | 30.03.1998     | Riga FC                   |
| Radosław Cierzniak             | 33    | Polska            | BR          | 24.04.1983     | Wisła Kraków              |
| Cezary Miszta                  |       | Polska            | BR          | 30.10.2001     | Motor Lublin              |
| Obrońcy                        |       |                   |             |                |                           |
| Michał Pazdan                  | 2     | Polska            | ŚO/DP       | 21.09.1987     | Jagiellonia Białystok     |
| Maurício                       | 3     | Brazylia          | ŚO/PO       | 20.09.1988     | S.S. Lazio (wypożyczenie) |
| Adam Hloušek                   | 14    | Czechy            | LO/ŚO/LP    | 20.12.1988     | VfB Stuttgart             |
| Łukasz Turzyniecki             | 25    | Polska            | PO          | 25.03.1994     | Wisła Puławy              |
| Łukasz Broź                    | 28    | Polska            | PO/LO       | 17.12.1985     | Widzew Łódź               |
| Iñaki Astiz Ventura            | 34    | Hiszpania         | ŚO          | 5.11.1983      | APOEL FC                  |
| William Rémy                   | 44    | Francja           | ŚO/PO/DP    | 4.04.1991      | Montpellier HSC           |
| Artur Jędrzejczyk              | 55    | Polska            | PO/ŚO/LO    | 4.11.1987      | FK Krasnodar              |
| Hildeberto Pereira             |       | Portugalia        | PO/PP       | 2.03.1996      | SL Benfica                |
| Pomocnicy                      |       |                   |             |                |                           |
| Chris Philipps                 | 6     | Luksemburg        | DP/ŚO       | 8.03.1994      | FC Metz                   |
| Domagoj Antolić                | 7     | Chorwacja         | DP/ŚP       | 30.06.1991     | Dinamo Zagrzeb            |
| Cristian Pasquato              | 8     | Włochy            | OP/NA       | 20.07.1989     | Juventus F.C.             |
| Michał Kopczyński              | 15    | Polska            | DP          | 15.06.1992     | wychowanek                |
| Mikołaj Kwietniewski           | 17    | Polska            | OP          | 30.04.1999     | Fulham                    |
| Michał Kucharczyk              | 18    | Polska            | LP/PP       | 20.03.1991     | Świt Nowy Dwór Mazowiecki |
| Marko Vešović                  | 20    | Czarnogóra        | PP/PO       | 28.08.1991     | HNK Rijeka                |
| Kasper Hämäläinen              | 22    | Finlandia         | OP          | 8.08.1986      | Lech Poznań               |
| Robert Bartczak                | 24    | Polska            | PP/PO       | 12.03.1996     | Lider Włocławek           |
| Cafú                           | 26    | Portugalia        | DP/ŚP       | 26.02.1993     | FC Metz (wypożyczenie)    |
| Krzysztof Mączyński            | 31    | Polska            | DP/ŚP       | 23.05.1987     | Wisła Kraków              |
| Miroslav Radović (kapitan)     | 32    | Serbia            | OP/NA       | 16.01.1984     | Partizan Belgrad          |
| Brian Iloski                   | 40    | Stany Zjednoczone | PP/NA       | 4.09.1995      | UCLA Bruins               |
| Mateusz Praszelik              | 50    | Polska            | ŚP          | 26.09.2000     | Odra Wodzisław Śląski     |
| Sebastian Szymański            | 53    | Polska            | LP/PP/ŚP/OP | 10.05.1999     | TOP 54 Biała Podlaska     |
| Napastnicy                     |       |                   |             |                |                           |
| Eduardo                        | 9     | Chorwacja         | NA          | 25.02.1983     | Athletico Paranaense      |
| Jarosław Niezgoda              | 11    | Polska            | NA          | 15.03.1995     | Wisła Puławy              |

## Nowe kontrakty
| Numer | Pozycja | Piłkarz             | Długość kontraktu | Koniec kontraktu | Data                 | Źródło |
| ----- | ------- | ------------------- | ----------------- | ---------------- | -------------------- | ------ |
| 53    | PO      | Sebastian Szymański | 5 lat             | 30 czerwca 2022  | 30 października 2017 | [ 1 ]  |
| 30    | BR      | Radosław Majecki    | 5 lat             | 30 czerwca 2022  | 22 grudnia 2017      | [ 2 ]  |
| 1     | BR      | Arkadiusz Malarz    | Rok               | 30 czerwca 2019  | 28 stycznia 2018     | [ 3 ]  |
| 23    | OB      | Mateusz Żyro        | 3 lata            | 30 czerwca 2021  | 19 lutego 2018       | [ 4 ]  |
| 11    | NA      | Jarosław Niezgoda   | 4 lata            | 30 czerwca 2022  | 26 kwietnia 2018     | [ 5 ]  |
| 25    | PO      | Łukasz Turzyniecki  | Rok               | 30 czerwca 2019  | 17 maja 2018         | [ 6 ]  |

## Transfery

### Do klubu
| Data transferu   | Pozycja | Numer | Piłkarz                | Z klubu         | Kwota      | Źródło |
| ---------------- | ------- | ----- | ---------------------- | --------------- | ---------- | ------ |
| 4 lipca 2017     | PO      | 13    | Łukasz Moneta          | Ruch Chorzów    | 150 tys. € | [ 7 ]  |
| 6 lipca 2017     | PO      | 31    | Krzysztof Mączyński    | Wisła Kraków    | 450 tys. € | [ 8 ]  |
| 10 lipca 2017    | OB      | 7     | Hildeberto Pereira     | SL Benfica      |            | [ 9 ]  |
| 12 lipca 2017    | NA      | 99    | Armando Sadiku         | FC Zürich       |            | [ 10 ] |
| 20 lipca 2017    | NA      | 8     | Cristian Pasquato      | Juventus F.C.   |            | [ 11 ] |
| 14 sierpnia 2017 | OB      | 34    | Iñaki Astiz Ventura    | Wolny agent     | Za darmo   | [ 12 ] |
| 4 stycznia 2018  | PO      | 7     | Domagoj Antolić        | Dinamo Zagrzeb  |            | [ 13 ] |
| 4 stycznia 2018  | NA      | 9     | Eduardo                | Wolny agent     | Za darmo   | [ 14 ] |
| 5 stycznia 2018  | PO      | 20    | Marko Vešović          | HNK Rijeka      |            | [ 15 ] |
| 8 stycznia 2018  | OB      | 44    | William Rémy           | Montpellier HSC |            | [ 16 ] |
| 25 stycznia 2018 | PO      | 17    | Mikołaj Kwietniewski   | Fulham          |            | [ 17 ] |
| 2 lutego 2018    | PO      | 6     | Chris Philipps         | FC Metz         |            | [ 18 ] |
| 12 lutego 2018   | BR      | 12    | Vjačeslavs Kudrjavcevs | Wolny zawodnik  | Za darmo   | [ 19 ] |
| 16 lutego 2018   | PO      | 40    | Brian Iloski           | UCLA Bruins     | Za darmo   | [ 20 ] |

### Wypożyczenia do klubu
| Data wypożyczenia | Pozycja | Numer | Piłkarz  | Z klubu    | Źródło |
| ----------------- | ------- | ----- | -------- | ---------- | ------ |
| 27 lutego 2018    | PO      | 26    | Cafú     | FC Metz    | [ 21 ] |
| 28 lutego 2018    | OB      | 3     | Maurício | S.S. Lazio | [ 22 ] |

### Z klubu
| Data transferu   | Pozycja | Numer | Piłkarz                 | Do klubu              | Kwota     | Źródło |
| ---------------- | ------- | ----- | ----------------------- | --------------------- | --------- | ------ |
| 4 lipca 2017     | OB      | 25    | Jakub Rzeźniczak        | Qarabağ Ağdam         |           | [ 23 ] |
| 6 lipca 2017     | PO      | 42    | Bartłomiej Urbański     | Willem II Tilburg     |           | [ 24 ] |
| 7 lipca 2017     | PO      | 52    | Mateusz Wieteska        | Górnik Zabrze         |           | [ 25 ] |
| 9 lipca 2017     | PO      | 8     | Vadis Odjidja-Ofoe      | Olympiakos SFP        | 3 mln €   | [ 26 ] |
| 15 lipca 2017    | NA      | 45    | Adam Ryczkowski         | Chojniczanka Chojnice |           | [ 27 ] |
| 14 sierpnia 2017 | PO      | 7     | Steeven Langil          | Rozwiązany kontrakt   | Za darmo  | [ 28 ] |
| 31 sierpnia 2017 | PO      |       | Konrad Handzlik         | Olimpia Grudziądz     |           | [ 29 ] |
| 31 sierpnia 2017 | PO      | 98    | Alban Sulejmani         | Partizani Tirana      |           | [ 30 ] |
| 31 sierpnia 2017 | PO      | 16    | Michał Masłowski        | Rozwiązany kontrakt   | Za darmo  | [ 31 ] |
| 1 stycznia 2018  | PO      | 6     | Guilherme Costa Marques | Koniec kontraktu      | Za darmo  | [ 32 ] |
| 26 stycznia 2018 | BR      | 29    | Jakub Szumski           | Raków Częstochowa     |           | [ 33 ] |
| 26 stycznia 2018 | PO      | 70    | Miłosz Szczepański      | Raków Częstochowa     |           | [ 34 ] |
| 31 stycznia 2018 | NA      | 99    | Armando Sadiku          | Levante UD            | 1 mln €   | [ 35 ] |
| 31 stycznia 2018 | PO      | 75    | Thibault Moulin         | PAOK                  | 1,5 mln € | [ 36 ] |
| 14 lutego 2018   | NA      | 27    | Daniel Chima Chukwu     | Molde FK              |           | [ 37 ] |
| 28 lutego 2018   | OB      | 5     | Maciej Dąbrowski        | Rozwiązany kontrakt   | Za darmo  | [ 38 ] |

### Wypożyczenia z klubu
| Data wypożyczenia | Pozycja | Numer | Piłkarz            | Do klubu               | Źródło        |
| ----------------- | ------- | ----- | ------------------ | ---------------------- | ------------- |
| 19 lipca 2017     | BR      | 30    | Radosław Majecki   | Stal Mielec            | [ 39 ]        |
| 22 lipca 2017     | NA      | 26    | Sandro Kulenović   | Juventus F.C.          | [ 40 ]        |
| 31 lipca 2017     | OB      | 19    | Rafał Makowski     | Zagłębie Sosnowiec     | [ 41 ]        |
| 5 sierpnia 2017   | PO      | 17    | Konrad Michalak    | Wisła Płock            | [ 42 ]        |
| 9 sierpnia 2017   | PO      | 20    | Mateusz Szwoch     | Arka Gdynia            | [ 43 ]        |
| 17 sierpnia 2017  | NA      | 77    | Tin Matić          | MFK Zemplín Michalovce | [ 44 ] [ 45 ] |
| 31 sierpnia 2017  | NA      | 9     | Vamara Sanogo      | Zagłębie Sosnowiec     | [ 46 ]        |
| 4 września 2017   | NA      | 12    | Sadam Sulley       | MFK Zemplín Michalovce | [ 47 ]        |
| 3 stycznia 2018   | OB      | 7     | Hildeberto Pereira | Northampton Town       | [ 48 ]        |
| 8 stycznia 2018   | PO      | 13    | Łukasz Moneta      | Zagłębie Lubin         | [ 49 ]        |
| 11 stycznia 2018  | OB      | 4     | Jakub Czerwiński   | Piast Gliwice          | [ 50 ]        |
| 19 stycznia 2018  | BR      | 91    | Konrad Jałocha     | GKS Tychy              | [ 51 ]        |
| 24 stycznia 2018  | PO      | 3     | Tomasz Jodłowiec   | Piast Gliwice          | [ 52 ]        |
| 2 lutego 2018     | PO      | 21    | Dominik Nagy       | Ferencvárosi TC        | [ 53 ]        |
| 19 lutego 2018    | OB      | 23    | Mateusz Żyro       | Wigry Suwałki          | [ 4 ]         |

## Rozgrywki

### Mecze towarzyskie
| 24 czerwca 2017 | Legia Warszawa                                       | 3:0   | Wisła Płock |  |
| 17:00           | Guilherme 52' (k.) · Chima Chukwu 55' · Michalak 79' | (0:0) |             |  |
| 17:00           | 24' Sielewski                                        | (0:0) |             |  |

| 30 czerwca 2017 | Radomiak Radom | 0:2   | Legia Warszawa                    |                                   |
| 14:00           |                | (0:1) | 41' Rzeźniczak · 65' Chima Chukwu | Stadion MOSiR, Radom Widzów: 2500 |
| 14:00           | Brągiel 59'    | (0:1) | 22' Kopczyński · 63' Żyro         | Stadion MOSiR, Radom Widzów: 2500 |

| 2 września 2017 | Mazur Karczew                     | 1:6   | Legia Warszawa                                                                 |                                                                                         |
| 11:00           | Piekut 72'                        | (0:4) | 6', 26' Niezgoda · 20' Jodłowiec · 24' Kucharczyk · 42' Chima · 68' Bondarenko | Stadion im. Mariana Olszewskiego, Karczew Widzów: 700 Sędzia: Piotr Rzucidło (Warszawa) |
| 11:00           | Głogowski 76' · Maruszewski 80+6' | (0:4) |                                                                                | Stadion im. Mariana Olszewskiego, Karczew Widzów: 700 Sędzia: Piotr Rzucidło (Warszawa) |

| Florida Cup 13 stycznia 2018 | Legia Warszawa              | 2:3   | Barcelona SC                        |                                                                                   |
| 15:00 CST                    | Niezgoda 6' · Rémy 90'      | (1:3) | 19' M. Caicedo · 22', 28' Nahuelpán | Central Broward Regional Park, Lauderhill Widzów: 2048 Sędzia: Andres Pfefferkorn |
| 15:00 CST                    | Kucharczyk 31' · Moulin 86' | (1:3) | 90+3' Vera                          | Central Broward Regional Park, Lauderhill Widzów: 2048 Sędzia: Andres Pfefferkorn |

| Florida Cup 20 stycznia 2018 | Legia Warszawa           | 0:2   | Atlético Nacional |                                |
| 18:00 CST                    |                          | (0:2) | 36', 42' Ramírez  | Al Lang Stadium, St. Peterburg |
| 18:00 CST                    | 27' Montaño · 33' Torres | (0:2) |                   | Al Lang Stadium, St. Peterburg |

| 27 stycznia 2018 | Legia Warszawa                | 2:0   | Silkeborg IF |                            |
| 15:00            | Sadiku 31' · Niezgoda 70'     | (1:0) |              | Meliá Villaitana, Benidorm |
| 15:00            | Dąbrowski 50' · Szymański 79' | (1:0) |              | Meliá Villaitana, Benidorm |

| 1 lutego 2018 | Legia Warszawa | 1:5   | Viktoria Pilzno                                       |                            |
| 16:00         | Hämäläinen 62' | (0:3) | 16' Kopic · 17', 33' Krmenčík · 65' Chorý · 86' Bakoš | Meliá Villaitana, Benidorm |

| 2 lutego 2018 | Legia Warszawa | 1:1   | Shanghai Shenhua |                            |
| 15:30         | Iloski 23'     | (1:1) | 15' Yifeng       | Meliá Villaitana, Benidorm |

### Superpuchar Polski
| 7 lipca 2017 | Legia Warszawa                                         | 1:1 k. 3:4    | Arka Gdynia                               |                                                                                    |
| 20:30        | Moulin 27'                                             | (1:1, k. 3:4) | 20' (sam.) Pazdan                         | Stadion Wojska Polskiego, Warszawa Widzów: 26 756 Sędzia: Szymon Marciniak (Płock) |
| 20:30        | Pazdan 49' · Szwoch 82' · Jędrzejczyk 90'              | (1:1, k. 3:4) | 90+6' Sobieraj                            | Stadion Wojska Polskiego, Warszawa Widzów: 26 756 Sędzia: Szymon Marciniak (Płock) |
| 20:30        | · Szwoch · Moulin · Guilherme · Dąbrowski · Kopczyński | Rzuty karne   | · Warcholak · Sołdecki · Zbozień · Jurado | Stadion Wojska Polskiego, Warszawa Widzów: 26 756 Sędzia: Szymon Marciniak (Płock) |

### Ekstraklasa

#### Runda zasadnicza

##### Tabela
| Lp. | Drużyna               | M  | Z  | R  | P  | B+ | B- | +/– | Pkt | Kwalifikacja lub spadek |
| --- | --------------------- | -- | -- | -- | -- | -- | -- | --- | --- | ----------------------- |
| 1   | Lech Poznań           | 30 | 15 | 10 | 5  | 49 | 23 | +26 | 55  | Wejście do grupy A      |
| 2   | Jagiellonia Białystok | 30 | 16 | 6  | 8  | 45 | 36 | +9  | 54  | Wejście do grupy A      |
| 3   | Legia Warszawa        | 30 | 17 | 3  | 10 | 43 | 31 | +12 | 54  | Wejście do grupy A      |
| 4   | Wisła Płock           | 30 | 15 | 4  | 11 | 42 | 35 | +7  | 49  | Wejście do grupy A      |
| 5   | Górnik Zabrze         | 30 | 12 | 11 | 7  | 56 | 47 | +9  | 47  | Wejście do grupy A      |

1. 1 2  Jagiellonia 1:0 Legia, Legia 0:2 Jagiellonia
2. ↑  Pierwotnie Górnik został ukarany odjęciem trzech punktów po meczu z Piastem[63], jednak Najwyższa Komisja Odwoławcza PZPN uznała odwołanie Górnika i kara trzech ujemnych punktów została anulowana[64].

##### Mecze
| 115 lipca 2017 | Górnik Zabrze                | 3:1   | Legia Warszawa          |                                                                                 |
| 20:30          | Suárez 17' · Angulo 43', 65' | (2:0) | 80' Sadiku              | Stadion im. Ernesta Pohla, Zabrze Widzów: 22 708 Sędzia: Tomasz Musiał (Kraków) |
| 20:30          | Wolniewicz 49' · Kurzawa 71' | (2:0) | 6' Guilherme · 70' Nagy | Stadion im. Ernesta Pohla, Zabrze Widzów: 22 708 Sędzia: Tomasz Musiał (Kraków) |

| 222 lipca 2017 | Legia Warszawa            | 1:1   | Korona Kielce   |                                                                                        |
| 20:30          | Kucharczyk 79'            | (0:0) | 85' Kosakiewicz | Stadion Wojska Polskiego, Warszawa Widzów: 15 041 Sędzia: Daniel Stefański (Bydgoszcz) |
| 20:30          | 85' Możdżeń · 90+4' Barry | (0:0) |                 | Stadion Wojska Polskiego, Warszawa Widzów: 15 041 Sędzia: Daniel Stefański (Bydgoszcz) |

| 329 lipca 2017 | Legia Warszawa                    | 2:0   | Sandecja Nowy Sącz |                                                                                         |
| 18:00          | Hämäläinen 71' · Kucharczyk 90+4' | (0:0) |                    | Stadion Wojska Polskiego, Warszawa Widzów: 14 393 Sędzia: Tomasz Kwiatkowski (Warszawa) |
| 18:00          | 20' Baran                         | (0:0) |                    | Stadion Wojska Polskiego, Warszawa Widzów: 14 393 Sędzia: Tomasz Kwiatkowski (Warszawa) |

| 45 sierpnia 2017 | Bruk-Bet Termalica Nieciecza                 | 1:0   | Legia Warszawa             |                                                                                    |
| 20:30            | Piątek 54'                                   | (0:0) |                            | Stadion Nieciecza KS, Nieciecza Widzów: 4561 Sędzia: Mariusz Złotek (Stalowa Wola) |
| 20:30            | Jovanović 36' · Śpiączka 89' · Kupczak 90+3' | (0:0) | 20' Pazdan · 80' Mączyński | Stadion Nieciecza KS, Nieciecza Widzów: 4561 Sędzia: Mariusz Złotek (Stalowa Wola) |

| 511 sierpnia 2017 | Legia Warszawa                           | 3:1   | Piast Gliwice                                    |                                                                                      |
| 20:30             | Nagy 17' · Mączyński 78' · Guilherme 79' | (1:0) | 89' Papadopulos                                  | Stadion Wojska Polskiego, Warszawa Widzów: 13 768 Sędzia: Bartosz Frankowski (Toruń) |
| 20:30             | Jędrzejczyk 54' · Moulin 90+5'           | (1:0) | 57' Sedlar · 73' Dziczek · 86' Mak · 90+5' Živec | Stadion Wojska Polskiego, Warszawa Widzów: 13 768 Sędzia: Bartosz Frankowski (Toruń) |

| 620 sierpnia 2017 | Wisła Płock                  | 0:1   | Legia Warszawa |                                                                                           |
| 15:30             |                              | (0:1) | 40' Niezgoda   | Stadion im. Kazimierza Górskiego, Płock Widzów: 9718 Sędzia: Daniel Stefański (Bydgoszcz) |
| 15:30             | 35' Chima · 90+3' Kucharczyk | (0:1) |                | Stadion im. Kazimierza Górskiego, Płock Widzów: 9718 Sędzia: Daniel Stefański (Bydgoszcz) |

| 727 sierpnia 2017 | Legia Warszawa                 | 2:1   | Zagłębie Lubin                              |                                                                                      |
| 18:00             | Sadiku 57' · Szymański 63'     | (0:0) | 90+4' (k.) Starzyński                       | Stadion Wojska Polskiego, Warszawa Widzów: 14 941 Sędzia: Bartosz Frankowski (Toruń) |
| 18:00             | Pazdan 56', 82' · Moulin 90+3' | (0:0) | 38' Jagiełło · 43' Dziwniel · 54' Świerczok | Stadion Wojska Polskiego, Warszawa Widzów: 14 941 Sędzia: Bartosz Frankowski (Toruń) |

| 89 września 2017 | Śląsk Wrocław                 | 2:1   | Legia Warszawa |                                                                              |
| 18:00            | Robak 62' (k.), 68'           | (0:1) | 36' Niezgoda   | Stadion Wrocław, Wrocław Widzów: 24 086 Sędzia: Jarosław Przybył (Kluczbork) |
| 18:00            | 58' Hloušek · 78' Jędrzejczyk | (0:1) |                | Stadion Wrocław, Wrocław Widzów: 24 086 Sędzia: Jarosław Przybył (Kluczbork) |

| 917 września 2017 | Legia Warszawa | 1:0   | Cracovia                |                                                                                    |
| 18:00             | Moulin 72'     | (0:0) |                         | Stadion Wojska Polskiego, Warszawa Widzów: 16 650 Sędzia: Szymon Marciniak (Płock) |
| 18:00             | Hloušek 31'    | (0:0) | 55' Deja · 90+2' Piątek | Stadion Wojska Polskiego, Warszawa Widzów: 16 650 Sędzia: Szymon Marciniak (Płock) |

| 1024 września 2017 | Jagiellonia Białystok   | 1:0   | Legia Warszawa |                                                                              |
| 18:00              | Černych 87'             | (0:0) |                | Stadion Miejski, Białystok Widzów: 17 894 Sędzia: Bartosz Frankowski (Toruń) |
| 18:00              | Runje 48' · Tomasik 77' | (0:0) |                | Stadion Miejski, Białystok Widzów: 17 894 Sędzia: Bartosz Frankowski (Toruń) |

| 111 października 2017 | Lech Poznań                                 | 3:0   | Legia Warszawa                                  |                                                                      |
| 18:00                 | Gajos 12' · Trałka 38' · Makuszewski 65'    | (2:0) |                                                 | INEA Stadion, Poznań Widzów: 36 829 Sędzia: Szymon Marciniak (Płock) |
| 18:00                 | Dilaver 26' · Nielsen 30' · Makuszewski 55' | (2:0) | 2' Kopczyński · 55' Guilherme · 90+5' Dąbrowski | INEA Stadion, Poznań Widzów: 36 829 Sędzia: Szymon Marciniak (Płock) |

| 1215 października 2017 | Legia Warszawa                        | 1:0   | Lechia Gdańsk           |                                                                                        |
| 18:00                  | Niezgoda 8'                           | (1:0) |                         | Stadion Wojska Polskiego, Warszawa Widzów: 18 574 Sędzia: Daniel Stefański (Bydgoszcz) |
| 18:00                  | Jodłowiec 29' · Astiz 36' · Berto 80' | (1:0) | 4' Łukasik · 55' Kuciak | Stadion Wojska Polskiego, Warszawa Widzów: 18 574 Sędzia: Daniel Stefański (Bydgoszcz) |

| 1322 października 2017 | Wisła Kraków                             | 0:1   | Legia Warszawa                             |                                                                                               |
| 18:00                  |                                          | (0:1) | 21' Niezgoda                               | Stadion Miejski im. Henryka Reymana, Kraków Widzów: 33 000 Sędzia: Bartosz Frankowski (Toruń) |
| 18:00                  | González 66' · Carlitos 70' · Llonch 74' | (0:1) | 53' Kucharczyk · 58' Astiz · 69' Guilherme | Stadion Miejski im. Henryka Reymana, Kraków Widzów: 33 000 Sędzia: Bartosz Frankowski (Toruń) |

| 1429 października 2017 | Legia Warszawa                | 2:0   | Arka Gdynia |                                                                                         |
| 18:00                  | Niezgoda 37' · Kucharczyk 85' | (1:0) |             | Stadion Wojska Polskiego, Warszawa Widzów: 14 424 Sędzia: Mariusz Złotek (Stalowa Wola) |
| 18:00                  | Astiz 72' · Guilherme 80'     | (1:0) |             | Stadion Wojska Polskiego, Warszawa Widzów: 14 424 Sędzia: Mariusz Złotek (Stalowa Wola) |

| 155 listopada 2017 | Pogoń Szczecin                                          | 1:3   | Legia Warszawa                                  |                                                                                             |
| 18:00              | Drygas 62'                                              | (0:1) | 45+3' (k.) Broź · 77' Moulin · 82' (sam.) Dwali | Stadion Miejski im. Floriana Krygiera, Szczecin Widzów: 6192 Sędzia: Tomasz Musiał (Kraków) |
| 18:00              | Frączczak 24' · Fojut 31' · Kowalczyk 82' · Nunes 90+4' | (0:1) |                                                 | Stadion Miejski im. Floriana Krygiera, Szczecin Widzów: 6192 Sędzia: Tomasz Musiał (Kraków) |

| 1619 listopada 2017 | Legia Warszawa | 1:0   | Górnik Zabrze                               |                                                                                        |
| 18:00               | Hämäläinen 85' | (0:0) |                                             | Stadion Wojska Polskiego, Warszawa Widzów: 24 981 Sędzia: Jarosław Przybył (Kluczbork) |
| 18:00               | Pasquato 90+5' | (0:0) | 45+1' Suárez · 90' Ledecký · 90+3' Wieteska | Stadion Wojska Polskiego, Warszawa Widzów: 24 981 Sędzia: Jarosław Przybył (Kluczbork) |

| 1725 listopada 2017 | Korona Kielce                          | 3:2   | Legia Warszawa               |                                                                              |
| 20:30               | Soriano 39' · Kallaste 42' · Kiełb 78' | (2:1) | 2' Niezgoda · 52' Hämäläinen | Kolporter Arena, Kielce Widzów: 15 200 Sędzia: Mariusz Złotek (Stalowa Wola) |
| 20:30               | Żubrowski 12' · Kaczarawa 58'          | (2:1) | 87' Dąbrowski                | Kolporter Arena, Kielce Widzów: 15 200 Sędzia: Mariusz Złotek (Stalowa Wola) |

| 182 grudnia 2017 | Sandecja Nowy Sącz            | 2:2   | Legia Warszawa                     |                                                                             |
| 20:30            | Trochim 36' · Piter-Bučko 82' | (1:0) | 60' Dąbrowski · 90+2' Niezgoda     | Stadion Nieciecza KS, Nieciecza Widzów: 2619 Sędzia: Tomasz Musiał (Kraków) |
| 20:30            | Kubáň 71' · Dudzic 78'        | (1:0) | 42' Dąbrowski · 49', 74' Guilherme | Stadion Nieciecza KS, Nieciecza Widzów: 2619 Sędzia: Tomasz Musiał (Kraków) |

| 199 grudnia 2017 | Legia Warszawa                                     | 3:0   | Bruk-Bet Termalica Nieciecza |                                                                               |
| 20:30            | Guilherme 53' (k.) · Pasquato 56' · Hämäläinen 65' | (0:0) |                              | Stadion Wojska Polskiego, Warszawa Widzów: 11 388 Sędzia: Piotr Lasyk (Bytom) |
| 20:30            | 51' Mikovič · 63' Słaby                            | (0:0) |                              | Stadion Wojska Polskiego, Warszawa Widzów: 11 388 Sędzia: Piotr Lasyk (Bytom) |

| 2012 grudnia 2017 | Piast Gliwice | 0:1   | Legia Warszawa                                            |                                                                        |
| 18:00             |               | (0:1) | 45' (k.) Guilherme                                        | Stadion Miejski, Gliwice Widzów: 5243 Sędzia: Szymon Marciniak (Płock) |
| 18:00             | Szmatuła 7'   | (0:1) | 46' Hloušek · 48' Pazdan · 68' Hämäläinen · 90' Dąbrowski | Stadion Miejski, Gliwice Widzów: 5243 Sędzia: Szymon Marciniak (Płock) |

| 2116 grudnia 2017 | Legia Warszawa | 0:2   | Wisła Płock                                             |                                                                                  |
| 20:30             |                | (0:2) | 10' (k.) Varela · 17' (sam.) Czerwiński                 | Stadion Wojska Polskiego, Warszawa Widzów: 13 721 Sędzia: Tomasz Musiał (Kraków) |
| 20:30             | Moulin 62'     | (0:2) | 15' Szymański · 17' Dźwigała · 49' Furman · 63' Kiełpin | Stadion Wojska Polskiego, Warszawa Widzów: 13 721 Sędzia: Tomasz Musiał (Kraków) |

| 229 lutego 2018 | Zagłębie Lubin                                         | 2:3   | Legia Warszawa                         |                                                                            |
| 20:30           | Mareš 46', 90+2' (k.)                                  | (0:1) | 16', 67' Niezgoda · 90+8' (k.) Radović | Stadion Zagłębia, Lubin Widzów: 9655 Sędzia: Mariusz Złotek (Stalowa Wola) |
| 20:30           | Balić 12' · Janus 66' · Guldan 66' · Leciejewski 90+6' | (0:1) | 41' Malarz · 54' Hloušek · 57' Antolić | Stadion Zagłębia, Lubin Widzów: 9655 Sędzia: Mariusz Złotek (Stalowa Wola) |

| 2316 lutego 2018 | Legia Warszawa                            | 4:1   | Śląsk Wrocław   |                                                                                        |
| 20:30*           | Hämäläinen 23', 30', 33' · Niezgoda 45+1' | (4:1) | 35' Pich        | Stadion Wojska Polskiego, Warszawa Widzów: 18 362 Sędzia: Jarosław Przybył (Kluczbork) |
| 20:30*           | Radović 74'                               | (4:1) | 53' Lewandowski | Stadion Wojska Polskiego, Warszawa Widzów: 18 362 Sędzia: Jarosław Przybył (Kluczbork) |

* Pierwotnie mecz został zaplanowany na 18 lutego 2018 na godz. 18:00.
| 2424 lutego 2018 | Cracovia | 0:0   | Legia Warszawa                           |                                                                                                  |
| 20:30            |          | (0:0) |                                          | Stadion Cracovii im. Józefa Piłsudskiego, Kraków Widzów: 2152 Sędzia: Bartosz Frankowski (Toruń) |
| 20:30            | Fink 10' | (0:0) | 40' Hloušek · 47' Rémy · 80' Jędrzejczyk | Stadion Cracovii im. Józefa Piłsudskiego, Kraków Widzów: 2152 Sędzia: Bartosz Frankowski (Toruń) |

| 2527 lutego 2018 | Legia Warszawa                  | 0:2   | Jagiellonia Białystok              |                                                                                        |
| 20:30            |                                 | (0:1) | 44' (k.) Novikovas · 88' Świderski | Stadion Wojska Polskiego, Warszawa Widzów: 12 939 Sędzia: Daniel Stefański (Bydgoszcz) |
| 20:30            | Vešović 9', 90+2' · Antolić 13' | (0:1) |                                    | Stadion Wojska Polskiego, Warszawa Widzów: 12 939 Sędzia: Daniel Stefański (Bydgoszcz) |

| 264 marca 2018 | Legia Warszawa                                              | 2:1   | Lech Poznań                  |                                                                                    |
| 18:00          | Vešović 2' · Kucharczyk 86' (k.)                            | (1:0) | 63' Gytkjær                  | Stadion Wojska Polskiego, Warszawa Widzów: 22 892 Sędzia: Szymon Marciniak (Płock) |
| 18:00          | Jędrzejczyk 24' · Eduardo 37' · Mączyński 89' · Astiz 90+2' | (1:0) | 69' Trałka · 74' Vujadinović | Stadion Wojska Polskiego, Warszawa Widzów: 22 892 Sędzia: Szymon Marciniak (Płock) |

| 2711 marca 2018 | Lechia Gdańsk                                     | 1:3   | Legia Warszawa                           |                                                                                   |
| 18:00           | Sławczew 66'                                      | (0:1) | 24' Niezgoda · 48' Rémy · 51' Kucharczyk | Stadion Energa Gdańsk, Gdańsk Widzów: 12 021 Sędzia: Jarosław Przybył (Kluczbork) |
| 18:00           | Chrzanowski 52' · Wojtkowiak 85' · Sławczew 90+2' | (0:1) | 61' Pazdan · 69' Maurício · 81' Pasquato | Stadion Energa Gdańsk, Gdańsk Widzów: 12 021 Sędzia: Jarosław Przybył (Kluczbork) |

| 2818 marca 2018 | Legia Warszawa                           | 0:2   | Wisła Kraków                          |                                                                                      |
| 18:00           |                                          | (0:2) | 26' (k.) Carlitos · 30' Vélez         | Stadion Wojska Polskiego, Warszawa Widzów: 20 175 Sędzia: Bartosz Frankowski (Toruń) |
| 18:00           | Mączyński 25' · Astiz 62' · Pasquato 84' | (0:2) | 67' Llonch · 83' Brlek · 85' Mitrović | Stadion Wojska Polskiego, Warszawa Widzów: 20 175 Sędzia: Bartosz Frankowski (Toruń) |

| 2931 marca 2018 | Arka Gdynia                                                                  | 1:0   | Legia Warszawa         |                                                                       |
| 20:30           | Bohdanow 34'                                                                 | (1:0) |                        | Stadion Miejski, Gdynia Widzów: 11 762 Sędzia: Tomasz Musiał (Kraków) |
| 20:30           | Siemaszko 16' · Marciniak 38' · Marcjanik 78' · Piesio 90+1' · Esqueda 90+3' | (1:0) | 33' Cafú · 79' Hloušek | Stadion Miejski, Gdynia Widzów: 11 762 Sędzia: Tomasz Musiał (Kraków) |

| 307 kwietnia 2018 | Legia Warszawa                                | 3:0   | Pogoń Szczecin |                                                                          |
| 18:00             | Hämäläinen 26' · Niezgoda 48' · Szymański 71' | (1:0) |                | Stadion Wojska Polskiego, Warszawa Sędzia: Mariusz Złotek (Stalowa Wola) |
| 18:00             | Pazdan 20'                                    | (1:0) |                | Stadion Wojska Polskiego, Warszawa Sędzia: Mariusz Złotek (Stalowa Wola) |

#### Runda finałowa

##### Tabela
| Lp. | Drużyna               | M  | Z  | R  | P  | B+ | B- | +/– | Pkt | Kwalifikacja                                            |
| --- | --------------------- | -- | -- | -- | -- | -- | -- | --- | --- | ------------------------------------------------------- |
| 1   | Legia Warszawa        | 37 | 22 | 4  | 11 | 55 | 35 | +20 | 70  | Liga Mistrzów UEFA (2018/2019) • I runda kwalifikacyjna |
| 2   | Jagiellonia Białystok | 37 | 20 | 7  | 10 | 55 | 40 | +15 | 67  | Liga Europy UEFA (2018/2019) • II runda kwalifikacyjna  |
| 3   | Lech Poznań           | 37 | 16 | 12 | 9  | 53 | 34 | +19 | 60  | Liga Europy UEFA (2018/2019) • I runda kwalifikacyjna   |
| 4   | Górnik Zabrze         | 37 | 16 | 12 | 9  | 68 | 54 | +14 | 60  | Liga Europy UEFA (2018/2019) • I runda kwalifikacyjna   |
| 5   | Wisła Płock           | 37 | 17 | 6  | 14 | 53 | 45 | +8  | 57  |                                                         |
| 6   | Wisła Kraków          | 37 | 15 | 10 | 12 | 51 | 42 | +9  | 55  |                                                         |
| 7   | Zagłębie Lubin        | 37 | 13 | 13 | 11 | 45 | 42 | +3  | 52  |                                                         |
| 8   | Korona Kielce         | 37 | 12 | 13 | 12 | 49 | 54 | −5  | 49  |                                                         |

1. ↑  Legia Warszawa zdobyła Puchar Polski. Ponieważ na pewno zajmie miejsce w pierwszej trójce, to w I rundzie kwalifikacyjnej do Ligi Europy zagra 4. drużyna Ekstraklasy.
2. 1 2  Lech: 55 pkt, Górnik: 47 pkt

##### Mecze
| 3114 kwietnia 2018 | Legia Warszawa  | 0:1   | Zagłębie Lubin             |                                                                                  |
| 20:30              |                 | (0:0) | 63' Starzyński             | Stadion Wojska Polskiego, Warszawa Widzów: 13 081 Sędzia: Tomasz Musiał (Kraków) |
| 20:30              | Jędrzejczyk 64' | (0:0) | 57' Slisz · 59' Matuszczyk | Stadion Wojska Polskiego, Warszawa Widzów: 13 081 Sędzia: Tomasz Musiał (Kraków) |

| 3222 kwietnia 2018 | Wisła Kraków                        | 0:1   | Legia Warszawa                                |                                                                                                  |
| 18:00              |                                     | (0:1) | 43' Pasquato                                  | Stadion Miejski im. Henryka Reymana, Kraków Widzów: 23 156 Sędzia: Mariusz Złotek (Stalowa Wola) |
| 18:00              | Arsenić 55' · Cywka 76' · Vélez 89' | (0:1) | 45+1', 62*' Niezgoda · 52' Antolić · 81' Rémy | Stadion Miejski im. Henryka Reymana, Kraków Widzów: 23 156 Sędzia: Mariusz Złotek (Stalowa Wola) |

Druga żółta kartka dla Jarosława Niezgody nie jest wliczana do rejestru kartek jako pokazana niesłusznie.
| 3327 kwietnia 2018 | Legia Warszawa                                  | 3:1   | Korona Kielce                            |                                                                               |
| 20:30              | Szymański 47' · Niezgoda 56' · Radović 79' (k.) | (0:0) | 89' Cvijanović                           | Stadion Wojska Polskiego, Warszawa Widzów: 16 865 Sędzia: Piotr Lasyk (Bytom) |
| 20:30              | Astiz 53'                                       | (0:0) | 25' Petrak · 31' Rymaniak · 78' Kallaste | Stadion Wojska Polskiego, Warszawa Widzów: 16 865 Sędzia: Piotr Lasyk (Bytom) |

| 346 maja 2018 | Jagiellonia Białystok | 0:0   | Legia Warszawa                         |                                                                          |
| 18:00         |                       | (0:0) |                                        | Stadion Miejski, Białystok Widzów: 18 763 Sędzia: Tomasz Musiał (Kraków) |
| 18:00         | Bezjak 85'            | (0:0) | 18' Hloušek · 52' Astiz · 87' Philipps | Stadion Miejski, Białystok Widzów: 18 763 Sędzia: Tomasz Musiał (Kraków) |

| 359 maja 2018 | Legia Warszawa                 | 3:2   | Wisła Płock                                                 |                                                                                        |
| 18:00         | Cafú 35', 87' · Kucharczyk 71' | (1:0) | 79' Uryga · 83' Biliński                                    | Stadion Wojska Polskiego, Warszawa Widzów: 16 043 Sędzia: Jarosław Przybył (Kluczbork) |
| 18:00         | Maurício 20', 81' · Broź 71'   | (1:0) | 34' Štilić · 50' Łukowski · 67' Varela · 90+5' D. Szymański | Stadion Wojska Polskiego, Warszawa Widzów: 16 043 Sędzia: Jarosław Przybył (Kluczbork) |

| 3613 maja 2018 | Legia Warszawa                                 | 2:0   | Górnik Zabrze                  |                                                                                    |
| 18:00          | Szymański 21' · Bochniewicz 76' (sam.)         | (1:0) |                                | Stadion Wojska Polskiego, Warszawa Widzów: 25 980 Sędzia: Szymon Marciniak (Płock) |
| 18:00          | Broź 35', 77' · Philipps 44' · Jędrzejczyk 47' | (1:0) | 35' Urynowicz · 43' Wolniewicz | Stadion Wojska Polskiego, Warszawa Widzów: 25 980 Sędzia: Szymon Marciniak (Płock) |

| 3720 maja 2018 | Lech Poznań                | 0:3 (wo.)  | Legia Warszawa              |                                                                          |
| 18:00          |                            | (0:1, 0:2) | 9' Antolić · 69' Kucharczyk | INEA Stadion, Poznań Widzów: 27 617 Sędzia: Daniel Stefański (Bydgoszcz) |
| 18:00          | Jóźwiak 25' · Majewski 31' | (0:1, 0:2) |                             | INEA Stadion, Poznań Widzów: 27 617 Sędzia: Daniel Stefański (Bydgoszcz) |

1. ↑  Mecz został przerwany w 76. minucie przy stanie 0:2 z powodu obrzucenia murawy przedmiotami przez kibiców gospodarzy.

### Puchar Polski
| 1/16 finału 8 sierpnia 2017 | Wisła Puławy                | 1:4   | Legia Warszawa                                                |                                                                       |
| 17:45                       | Hirsz 90'                   | (0:2) | 9' Mączyński · 11' (sam.) Sedlewski · 64' Nagy · 90+1' Sadiku | Stadion MOSiR, Puławy Widzów: 3930 Sędzia: Bartosz Frankowski (Toruń) |
| 17:45                       | Szczotka 69' · Meschija 70' | (0:2) |                                                               | Stadion MOSiR, Puławy Widzów: 3930 Sędzia: Bartosz Frankowski (Toruń) |

| 1/8 finału 21 września 2017 | Ruch Zdzieszowice | 0:4   | Legia Warszawa                                             |                                                                                  |
| 15:30                       |                   | (0:1) | 18' (k.) Broź · 64' Sadiku · 75' Szymański · 82' Dąbrowski | Miejski Stadion „Odra”, Opole Widzów: 3500 Sędzia: Kornel Paszkiewicz (Wrocław)* |

* Pierwotnie sędzią spotkania miał być Piotr Lasyk (Bytom).
| Ćwierćfinał 25 października 2017 | Bytovia Bytów | 1:3   | Legia Warszawa                |                                                                        |
| 20:30                            | Szewczyk 45'  | (1:2) | 2', 87' Sadiku · 29' Pasquato | Stadion MOSiR, Bytów Widzów: 2000 Sędzia: Jarosław Przybył (Kluczbork) |
| 20:30                            | Poczobut 86'  | (1:2) |                               | Stadion MOSiR, Bytów Widzów: 2000 Sędzia: Jarosław Przybył (Kluczbork) |

Mecz został przerwany w 66. minucie na 18 minut z powodu awarii oświetlenia.
| Ćwierćfinał 28 listopada 2017 | Legia Warszawa                               | 4:2   | Bytovia Bytów                    |                                                                                    |
| 20:45                         | Berto 47', 62' · Szymański 49', 71'          | (0:1) | 26' Surdykowski · 90+1' Kamiński | Stadion Wojska Polskiego, Warszawa Widzów: 7240 Sędzia: Sebastian Jarzębak (Bytom) |
| 20:45                         | Turzyniecki 63' · Berto 75' · Kopczyński 78' | (0:1) |                                  | Stadion Wojska Polskiego, Warszawa Widzów: 7240 Sędzia: Sebastian Jarzębak (Bytom) |

Legia wygrała 7:3 w dwumeczu.
| Półfinał 3 kwietnia 2018 | Górnik Zabrze               | 1:1   | Legia Warszawa                                                             |                                                                                       |
| 18:00                    | Kurzawa 75'                 | (0:0) | 61' Vešović                                                                | Stadion im. Ernesta Pohla, Zabrze Widzów: 22 708 Sędzia: Daniel Stefański (Bydgoszcz) |
| 18:00                    | Wieteska 54' · Matuszek 69' | (0:0) | 14' Pazdan · 18' Hloušek · 69' Jędrzejczyk · 88' Szymański · 89' Mączyński | Stadion im. Ernesta Pohla, Zabrze Widzów: 22 708 Sędzia: Daniel Stefański (Bydgoszcz) |

| Półfinał 18 kwietnia 2018 | Legia Warszawa                  | 2:1   | Górnik Zabrze      |                                                                                      |
| 20:30                     | Kucharczyk 74' · Niezgoda 90+8' | (0:0) | 56' (sam.) Hloušek | Stadion Wojska Polskiego, Warszawa Widzów: 16 124 Sędzia: Bartosz Frankowski (Toruń) |
| 20:30                     | Rémy 62'                        | (0:0) | 67' Loska          | Stadion Wojska Polskiego, Warszawa Widzów: 16 124 Sędzia: Bartosz Frankowski (Toruń) |

Legia wygrała 3:2 w dwumeczu.
| Finał 2 maja 2018 | Arka Gdynia             | 1:2   | Legia Warszawa          |                                                                    |
| 16:00             | Sołdecki 90+8'          | (0:2) | 12' Niezgoda · 29' Cafú | PGE Narodowy, Warszawa Widzów: 47 037 Sędzia: Piotr Lasyk (Bytom)* |
| 16:00             | Nalepa 42' · Piesio 71' | (0:2) |                         | PGE Narodowy, Warszawa Widzów: 47 037 Sędzia: Piotr Lasyk (Bytom)* |

*Pierwotnie sędzią meczu miał być Bartosz Frankowski (Toruń).

### Liga Mistrzów UEFA

#### II runda kwalifikacyjna
| 12 lipca 2017 | IFK Mariehamn            | 0:3   | Legia Warszawa                                |                                                                        |
| 20:00         |                          | (0:3) | 8' (k.) Guilherme · 39' Nagy · 44' Hämäläinen | Wiklöf Holding Arena, Maarianhamina Widzów: 1637 Sędzia: Andrew Dallas |
| 20:00         | Dafaa 56', 61' · Sid 88' | (0:3) | 55' Dąbrowski                                 | Wiklöf Holding Arena, Maarianhamina Widzów: 1637 Sędzia: Andrew Dallas |

| 19 lipca 2017 | Legia Warszawa                                                                             | 6:0   | IFK Mariehamn |                                                                                     |
| 20:45         | Guilherme 6' · Kojola 37' (sam.) · Kucharczyk 40', 54' (k.) · Szymański 80' · Michalak 81' | (3:0) |               | Stadion Wojska Polskiego, Warszawa Widzów: 15 829 Sędzia: Tiago Bruno Lopes Martins |

Legia wygrała 9:0 w dwumeczu.

#### III runda kwalifikacyjna
| 26 lipca 2017 | FK Astana                                                    | 3:1   | Legia Warszawa |                                                          |
| 16:00         | Kabananga 36' · Majeuski 45' · Twumasi 90+4'                 | (2:0) | 79' Sadiku     | Astana Arena, Astana Widzów: 21 000 Sędzia: Tamás Bognár |
| 16:00         | Mużykow 32' · Łogwinienko 83' · Kabananga 84' · Aničić 90+6' | (2:0) |                | Astana Arena, Astana Widzów: 21 000 Sędzia: Tamás Bognár |

| 2 sierpnia 2017 | Legia Warszawa             | 1:0   | FK Astana                                            |                                                                        |
| 20:45           | Czerwiński 76'             | (0:0) |                                                      | Stadion Wojska Polskiego, Warszawa Widzów: 24 937 Sędzia: Jakob Kehlet |
| 20:45           | Jędrzejczyk 60' · Nagy 81' | (0:0) | 16' Majeuski · 60' Aničić · 60' Szomko · 74' Twumasi | Stadion Wojska Polskiego, Warszawa Widzów: 24 937 Sędzia: Jakob Kehlet |

Astana wygrała 3:2 w dwumeczu.

### Liga Europy UEFA

#### Runda play-off
| 17 sierpnia 2017 | Legia Warszawa           | 1:1   | Sheriff Tyraspol            |                                                                              |
| 20:45            | Hämäläinen 76'           | (0:0) | 87' Bayala                  | Stadion Wojska Polskiego, Warszawa Widzów: 17 733 Sędzia: Ałeksandar Stawrew |
| 20:45            | Pazdan 28' · Hloušek 59' | (0:0) | 50' Brezovec · 71' Da Silva | Stadion Wojska Polskiego, Warszawa Widzów: 17 733 Sędzia: Ałeksandar Stawrew |

| 24 sierpnia 2017 | Sheriff Tyraspol                  | 0:0   | Legia Warszawa                                              |                                                           |
| 19:00            |                                   | (0:0) |                                                             | Stadion Sheriff, Tyraspol Widzów: 7500 Sędzia: Ivan Bebek |
| 19:00            | Balima 80' · da Silva · Jairo 88' | (0:0) | 27' Nagy · 38', 39' Pazdan · 68' Dąbrowski · 78' Kucharczyk | Stadion Sheriff, Tyraspol Widzów: 7500 Sędzia: Ivan Bebek |

1:1 w dwumeczu. Sheriff awansował dzięki bramce na wyjeździe.

## Statystyki

### Występy
| Numer                              | Pozycja | Piłkarz                | Liga    | Liga | Superpuchar | Superpuchar | Puchar  | Puchar | Liga Mistrzów | Liga Mistrzów | Liga Europy | Liga Europy | Ogólnie | Ogólnie | Kary | Kary |
| Numer                              | Pozycja | Piłkarz                | Występy | Gole | Występy     | Gole        | Występy | Gole   | Występy       | Gole          | Występy     | Gole        | Występy | Gole    |      |      |
| ---------------------------------- | ------- | ---------------------- | ------- | ---- | ----------- | ----------- | ------- | ------ | ------------- | ------------- | ----------- | ----------- | ------- | ------- | ---- | ---- |
| 1                                  | BR      | Arkadiusz Malarz       | 36      | 0    | 1           | 0           | 0       | 0      | 3             | 0             | 2           | 0           | 42      | 0       | 1    | 0    |
| 2                                  | OB      | Michał Pazdan          | 29      | 0    | 1           | 0           | 3       | 0      | 3             | 0             | 2           | 0           | 38      | 0       | 11   | 2    |
| 3                                  | OB      | Maurício               | 2(1)    | 0    | –           | –           | 1(1)    | 0      | –             | –             | –           | –           | 3(2)    | 0       | 3    | 1    |
| 6                                  | PO      | Chris Philipps         | 12(1)   | 0    | –           | –           | 2       | 0      | –             | –             | –           | –           | 13(1)   | 0       | 2    | 0    |
| 7                                  | PO      | Domagoj Antolić        | 12(1)   | 1    | –           | –           | 3       | 0      | –             | –             | –           | –           | 15(1)   | 1       | 2    | 1    |
| 8                                  | NA      | Cristian Pasquato      | 22(11)  | 2    | –           | –           | 5(2)    | 1      | 1(1)          | 0             | 0           | 0           | 28(14)  | 3       | 2    | 0    |
| 9                                  | NA      | Eduardo                | 10(5)   | 0    | –           | –           | 2(1)    | 0      | –             | –             | –           | –           | 12(6)   | 0       | 1    | 0    |
| 11                                 | NA      | Jarosław Niezgoda      | 27(5)   | 13   | 1           | 0           | 5(2)    | 2      | 0             | 0             | 0           | 0           | 33(7)   | 15      | 1    | 1    |
| 12                                 | BR      | Vjačeslavs Kudrjavcevs | 0       | 0    | –           | –           | 0       | 0      | –             | –             | –           | –           | 0       | 0       | 0    | 0    |
| 14                                 | OB      | Adam Hloušek           | 33(4)   | 0    | 1           | 0           | 4       | 0      | 4             | 0             | 2           | 0           | 44(4)   | 0       | 8    | 0    |
| 15                                 | PO      | Michał Kopczyński      | 16(7)   | 0    | 1           | 0           | 4       | 0      | 3             | 0             | 0           | 0           | 24(7)   | 0       | 2    | 0    |
| 17                                 | PO      | Mikołaj Kwietniewski   | 0       | 0    | –           | –           | 0       | 0      | –             | –             | –           | –           | 0       | 0       | 0    | 0    |
| 18                                 | PO      | Michał Kucharczyk      | 33(14)  | 7    | 0           | 0           | 4(1)    | 1      | 3             | 2             | 2(1)        | 0           | 42(16)  | 10      | 3    | 0    |
| 20                                 | PO      | Marko Vešović          | 15(1)   | 1    | –           | –           | 3       | 1      | –             | –             | –           | –           | 18(1)   | 2       | 2    | 1    |
| 22                                 | PO      | Kasper Hämäläinen      | 31(2)   | 8    | 1           | 0           | 0       | 0      | 7(3)          | 1             | 2(1)        | 1           | 41(6)   | 10      | 1    | 0    |
| 24                                 | PO      | Robert Bartczak        | 0       | 0    | –           | –           | 0       | 0      | –             | –             | –           | –           | 0       | 0       | 0    | 0    |
| 25                                 | OB      | Łukasz Turzyniecki     | 0       | 0    | 0           | 0           | 2(1)    | 0      | 0             | 0             | 0           | 0           | 2(1)    | 0       | 1    | 0    |
| 26                                 | PO      | Cafú                   | 7(1)    | 2    | –           | –           | 1       | 1      | –             | –             | –           | –           | 8(1)    | 3       | 1    | 0    |
| 28                                 | OB      | Łukasz Broź            | 19(3)   | 1    | 0           | 0           | 4(1)    | 1      | 1             | 0             | 0           | 0           | 24(4)   | 2       | 2    | 1    |
| 31                                 | PO      | Krzysztof Mączyński    | 26(5)   | 1    | 0           | 0           | 3       | 1      | 4(1)          | 0             | 2           | 0           | 35(6)   | 2       | 4    | 0    |
| 32                                 | PO      | Miroslav Radović       | 11(5)   | 2    | 0           | 0           | 1       | 0      | 0             | 0             | 0           | 0           | 12(5)   | 2       | 1    | 0    |
| 33                                 | BR      | Radosław Cierzniak     | 3(2)    | 0    | 0           | 0           | 7       | 0      | 1             | 0             | 0           | 0           | 11(2)   | 0       | 0    | 0    |
| 34                                 | OB      | Iñaki Astiz Ventura    | 22(1)   | 0    | –           | –           | 1       | 0      | –             | –             | 0           | 0           | 23(1)   | 0       | 6    | 0    |
| 40                                 | PO      | Brian Iloski           | 1(1)    | 0    | –           | –           | 0       | 0      | –             | –             | –           | –           | 1(1)    | 0       | 0    | 0    |
| 44                                 | OB      | William Rémy           | 16(3)   | 1    | –           | –           | 3       | 0      | –             | –             | –           | –           | 19(3)   | 1       | 3    | 0    |
| 50                                 | PO      | Mateusz Praszelik      | 0       | 0    | –           | –           | 0       | 0      | –             | –             | –           | –           | 0       | 0       | 0    | 0    |
| 53                                 | PO      | Sebastian Szymański    | 21(8)   | 4    | 1(1)        | 0           | 6(1)    | 3      | 3(2)          | 1             | 2(1)        | 0           | 32(13)  | 8       | 1    | 0    |
| 55                                 | OB      | Artur Jędrzejczyk      | 19(1)   | 0    | 1           | 0           | 4(2)    | 0      | 3             | 0             | 2           | 0           | 30(3)   | 0       | 7    | 0    |
|                                    | OB      | Hildeberto Pereira     | 3(1)    | 0    | –           | –           | 2(1)    | 2      | 0             | 0             | 2(2)        | 0           | 7(4)    | 2       | 2    | 0    |
| Byli zawodnicy lub na wypożyczeniu |         |                        |         |      |             |             |         |        |               |               |             |             |         |         |      |      |
| 3                                  | PO      | Tomasz Jodłowiec       | 9(2)    | 0    | 0           | 0           | 2       | 0      | 0             | 0             | 1           | 0           | 12(2)   | 0       | 1    | 0    |
| 4                                  | OB      | Jakub Czerwiński       | 4       | 0    | 0           | 0           | 2       | 0      | 1             | 1             | 0           | 0           | 7       | 1       | 0    | 0    |
| 5                                  | OB      | Maciej Dąbrowski       | 10      | 1    | 1           | 0           | 4       | 1      | 3             | 0             | 2           | 0           | 20      | 2       | 5    | 0    |
| 6                                  | PO      | Guilherme              | 15(4)   | 3    | 1           | 0           | 1       | 0      | 4             | 2             | 1           | 0           | 22(4)   | 5       | 6    | 1    |
| 9                                  | NA      | Vamara Sanogo          | 0       | 0    | 1(1)        | 0           | 0       | 0      | 0             | 0             | 0           | 0           | 1(1)    | 0       | 0    | 0    |
| 12                                 | NA      | Sadam Sulley           | 0       | 0    | 0           | 0           | 0       | 0      | 0             | 0             | 0           | 0           | 0       | 0       | 0    | 0    |
| 13                                 | PO      | Łukasz Moneta          | 0       | 0    | 0           | 0           | 3       | 0      | 2(1)          | 0             | 0           | 0           | 5(1)    | 0       | 0    | 0    |
| 17                                 | PO      | Konrad Michalak        | 0       | 0    | 0           | 0           | 0       | 0      | 2(2)          | 1             | 0           | 0           | 2(2)    | 1       | 0    | 0    |
| 19                                 | OB      | Rafał Makowski         | 0       | 0    | 0           | 0           | 0       | 0      | 1             | 0             | 1           | 0           | 0       | 0       | 0    | 0    |
| 20                                 | PO      | Mateusz Szwoch         | 1       | 0    | 1(1)        | 0           | 0       | 0      | 1(1)          | 0             | 0           | 0           | 3(2)    | 0       | 1    | 0    |
| 21                                 | PO      | Dominik Nagy           | 9(2)    | 1    | 1           | 0           | 2       | 1      | 3             | 1             | 2           | 0           | 17(2)   | 3       | 3    | 0    |
| 23                                 | OB      | Mateusz Żyro           | 0       | 0    | 1(1)        | 0           | 1       | 0      | 0             | 0             | 0           | 0           | 2(1)    | 0       | 0    | 0    |
| 26                                 | NA      | Sandro Kulenović       | 0       | 0    | 0           | 0           | 0       | 0      | 0             | 0             | 0           | 0           | 0       | 0       | 0    | 0    |
| 27                                 | NA      | Daniel Chima Chukwu    | 2       | 0    | 0           | 0           | 4(1)    | 0      | 0             | 0             | 0           | 0           | 6(1)    | 0       | 1    | 0    |
| 29                                 | BR      | Jakub Szumski          | 0       | 0    | 0           | 0           | 0       | 0      | 0             | 0             | 0           | 0           | 0       | 0       | 0    | 0    |
| 30                                 | BR      | Radosław Majecki       | 0       | 0    | 0           | 0           | 0       | 0      | 0             | 0             | 0           | 0           | 0       | 0       | 0    | 0    |
| 70                                 | PO      | Miłosz Szczepański     | 0       | 0    | 0           | 0           | 1(1)    | 0      | 0             | 0             | 0           | 0           | 1(1)    | 0       | 0    | 0    |
| 75                                 | PO      | Thibault Moulin        | 19(4)   | 2    | 1           | 1           | 0       | 0      | 3             | 0             | 2           | 0           | 25(4)   | 3       | 3    | 0    |
| 77                                 | NA      | Tin Matić              | 0       | 0    | 0           | 0           | 0       | 0      | 0             | 0             | 0           | 0           | 0       | 0       | 0    | 0    |
| 91                                 | BR      | Konrad Jałocha         | 0       | 0    | 0           | 0           | 0       | 0      | 0             | 0             | 0           | 0           | 0       | 0       | 0    | 0    |
| 98                                 | PO      | Alban Sulejmani        | 0       | 0    | 0           | 0           | 0       | 0      | 0             | 0             | 0           | 0           | 0       | 0       | 0    | 0    |
| 99                                 | NA      | Armando Sadiku         | 16(9)   | 2    | –           | –           | 4(2)    | 4      | 2(1)          | 1             | 2(1)        | 0           | 24(13)  | 7       | 0    | 0    |

### Strzelcy
Lista jest uporządkowana według numeru na koszulce, gdy liczba goli jest taka sama.
| M  | Poz.            | Nr              | Piłkarz             | Liga | Superpuchar | Puchar | Liga Mistrzów | Liga Europy | Ogólnie |
| -- | --------------- | --------------- | ------------------- | ---- | ----------- | ------ | ------------- | ----------- | ------- |
| 1  | NA              | 11              | Jarosław Niezgoda   | 13   | 0           | 2      | 0             | 0           | 15      |
| 2  | PO              | 18              | Michał Kucharczyk   | 7    | 0           | 1      | 2             | 0           | 10      |
| 2  | PO              | 22              | Kasper Hämäläinen   | 8    | 0           | 0      | 1             | 1           | 10      |
| 4  | PO              | 53              | Sebastian Szymański | 4    | 0           | 3      | 1             | 0           | 8       |
| 5  | NA              | (99)            | Armando Sadiku      | 2    | –           | 4      | 1             | 0           | 7       |
| 6  | PO              | (6)             | Guilherme           | 3    | 0           | 0      | 2             | 0           | 5       |
| 7  | Gole samobójcze | Gole samobójcze | Gole samobójcze     | 2    | 0           | 1      | 1             | 0           | 4       |
| 8  | PO              | 8               | Cristian Pasquato   | 2    | –           | 1      | 0             | 0           | 3       |
| 8  | PO              | (21)            | Dominik Nagy        | 1    | 0           | 1      | 1             | 0           | 3       |
| 8  | PO              | 26              | Cafú                | 2    | –           | 1      | –             | –           | 3       |
| 8  | PO              | (75)            | Thibault Moulin     | 2    | 1           | 0      | 0             | 0           | 3       |
| 12 | OB              | (5)             | Maciej Dąbrowski    | 1    | 0           | 1      | 0             | 0           | 2       |
| 12 | OB              | (7)             | Hildeberto Pereira  | 0    | –           | 2      | 0             | 0           | 2       |
| 12 | PO              | 20              | Marko Vešović       | 1    | –           | 1      | –             | –           | 2       |
| 12 | OB              | 28              | Łukasz Broź         | 1    | 0           | 1      | 0             | 0           | 2       |
| 12 | PO              | 31              | Krzysztof Mączyński | 1    | 0           | 1      | 0             | 0           | 2       |
| 12 | PO              | 32              | Miroslav Radović    | 2    | 0           | 0      | 0             | 0           | 2       |
| 18 | OB              | (4)             | Jakub Czerwiński    | 0    | 0           | 0      | 1             | 0           | 1       |
| 18 | PO              | 7               | Domagoj Antolić     | 1    | –           | 0      | –             | –           | 1       |
| 18 | PO              | (17)            | Konrad Michalak     | 0    | 0           | 0      | 1             | 0           | 1       |
| 18 | OB              | 44              | William Rémy        | 1    | –           | 0      | –             | –           | 1       |

#### Hat-tricki
| Lp. | Gracz             | Spotkanie                      | Rezultat | Rozgrywki   | Kolejka/Runda | Data           |
| --- | ----------------- | ------------------------------ | -------- | ----------- | ------------- | -------------- |
| 1.  | Kasper Hämäläinen | Legia Warszawa – Śląsk Wrocław | 4:1      | Ekstraklasa | 23.           | 16 lutego 2018 |